# Pattinaggio di figura ai III Giochi olimpici invernali - Pattinaggio di figura a coppie
La competizione del pattinaggio di figura a coppie dei III Giochi olimpici invernali si è svolta il giorno 12  febbraio allo stadio del ghiaccio Arena di Lake Placid.

## Risultati

### Figure obbligatorie
| Pos. | Concorrente                               | Nazione     | Giudici   | Giudici   | Giudici   | Giudici   | Giudici   | Giudici   | Giudici   | TPO  |
| Pos. | Concorrente                               | Nazione     | Giudice 1 | Giudice 2 | Giudice 3 | Giudice 4 | Giudice 5 | Giudice 6 | Giudice 7 | TPO  |
| Pos. | Concorrente                               | Nazione     | Punti     | Punti     | Punti     | Punti     | Punti     | Punti     | Punti     | TPO  |
| ---- | ----------------------------------------- | ----------- | --------- | --------- | --------- | --------- | --------- | --------- | --------- | ---- |
| 1    | Beatrix Loughran Sherwin Badger           | Stati Uniti | 5,5       | 5,2       | 5,8       | 5,8       | 5,6       | 5,1       | 5,8       | 38,8 |
| 2    | Andrée Brunet Pierre Brunet               | Francia     | 5,6       | 5,5       | 5,8       | 5,3       | 5,6       | 5,2       | 5,7       | 38,7 |
| 3    | Emília Rotter László Szollás              | Ungheria    | 6,0       | 5,3       | 5,8       | 5,0       | 5,4       | 5,1       | 5,3       | 37,9 |
| 4    | Olga Orgonista Sándor Szalay              | Ungheria    | 5,6       | 5,3       | 5,8       | 4,4       | 4,5       | 5,0       | 5,1       | 35,7 |
| 5    | Constance Wilson-Samuel Montgomery Wilson | Canada      | 5,4       | 4,5       | 5,8       | 4,0       | 5,5       | 4,8       | 5,5       | 35,5 |
| 6    | Frances Claudet Chauncey Bangs            | Canada      | 5,2       | 5,1       | 5,3       | 5,4       | 4,5       | 4,5       | 5,0       | 35,0 |
| 7    | Gertrude Meredith Joseph Savage           | Stati Uniti | 4,8       | 4,0       | 4,7       | 4,0       | 3,7       | 4,0       | 4,8       | 30,0 |

### Figure libere
| Pos. | Concorrente                               | Nazione     | Giudici   | Giudici   | Giudici   | Giudici   | Giudici   | Giudici   | Giudici   | TPO  |
| Pos. | Concorrente                               | Nazione     | Giudice 1 | Giudice 2 | Giudice 3 | Giudice 4 | Giudice 5 | Giudice 6 | Giudice 7 | TPO  |
| Pos. | Concorrente                               | Nazione     | Punti     | Punti     | Punti     | Punti     | Punti     | Punti     | Punti     | TPO  |
| ---- | ----------------------------------------- | ----------- | --------- | --------- | --------- | --------- | --------- | --------- | --------- | ---- |
| 1    | Beatrix Loughran Sherwin Badger           | Stati Uniti | 5,5       | 5,7       | 5,6       | 5,4       | 5,5       | 5,3       | 5,7       | 38,7 |
| 2    | Emília Rotter László Szollás              | Ungheria    | 6,0       | 5,5       | 5,7       | 4,9       | 5,5       | 5,2       | 5,7       | 38,5 |
| 3    | Andrée Brunet Pierre Brunet               | Francia     | 5,6       | 5,5       | 5,8       | 4,7       | 5,7       | 5,3       | 5,4       | 38,0 |
| 4    | Olga Orgonista Sándor Szalay              | Ungheria    | 5,6       | 5,3       | 5,8       | 4,8       | 4,5       | 5,0       | 5,5       | 36,5 |
| 5    | Constance Wilson-Samuel Montgomery Wilson | Canada      | 4,8       | 4,8       | 5,5       | 4,4       | 4,6       | 4,8       | 5,2       | 34,1 |
| 6    | Frances Claudet Chauncey Bangs            | Canada      | 4,8       | 5,6       | 5,0       | 4,7       | 4,0       | 4,6       | 5,2       | 33,9 |
| 7    | Gertrude Meredith Joseph Savage           | Stati Uniti | 4,3       | 4,6       | 4,5       | 4,0       | 3,6       | 4,0       | 4,8       | 29,8 |

### Classifica finale
La classifica finale è stata determinata dalla regola della maggioranza dei piazzamenti ottenuti dai singoli giudici. Se un pattinatore è stato al primo posto dalla maggioranza dei giudici, il pattinatore è classificato primo in generale, il processo è stato poi ripetuto per ogni posto. Se c'era parità si teneva conto di: 1) Totale ordinali, 2) Punti totali, 3) Punti Figure obbligatorie.
| Pos.    | Concorrente                               | Nazione     | Giudici   | Giudici   | Giudici   | Giudici   | Giudici   | Giudici   | Giudici   | Giudici   | Giudici   | Giudici   | Giudici   | Giudici   | Giudici   | Giudici   | MP   | TPO | TP   |
| Pos.    | Concorrente                               | Nazione     | Giudice 1 | Giudice 1 | Giudice 2 | Giudice 2 | Giudice 3 | Giudice 3 | Giudice 4 | Giudice 4 | Giudice 5 | Giudice 5 | Giudice 6 | Giudice 6 | Giudice 7 | Giudice 7 | MP   | TPO | TP   |
| Pos.    | Concorrente                               | Nazione     | Punti     | PO        | Punti     | PO        | Punti     | PO        | Punti     | PO        | Punti     | PO        | Punti     | PO        | Punti     | PO        | MP   | TPO | TP   |
| ------- | ----------------------------------------- | ----------- | --------- | --------- | --------- | --------- | --------- | --------- | --------- | --------- | --------- | --------- | --------- | --------- | --------- | --------- | ---- | --- | ---- |
| Oro     | Andrée Brunet Pierre Brunet               | Francia     | 11,2      | 2,5       | 11,0      | 1         | 11,6      | 1,5       | 10,0      | 3         | 11,3      | 1         | 10,5      | 1         | 11,1      | 2         | 5×2+ | 12  | 76,7 |
| Argento | Beatrix Loughran Sherwin Badger           | Stati Uniti | 11,0      | 4         | 10,9      | 2         | 11,4      | 4         | 11,2      | 1         | 11,1      | 2         | 10,4      | 2         | 11,5      | 1         | 5×2+ | 16  | 77,5 |
| Bronzo  | Emília Rotter László Szollás              | Ungheria    | 12,0      | 1         | 10,8      | 3         | 11,5      | 3         | 9,9       | 4         | 10,9      | 3         | 10,3      | 3         | 11,0      | 3         | 6×3+ | 20  | 76,4 |
| 4       | Olga Orgonista Sándor Szalay              | Ungheria    | 11,2      | 2,5       | 10,6      | 5         | 11,6      | 1,5       | 9,2       | 5         | 9,0       | 5         | 10,0      | 4         | 10,6      | 5         | 7×5+ | 28  | 72,2 |
| 5       | Constance Wilson-Samuel Montgomery Wilson | Canada      | 10,2      | 5         | 9,3       | 6         | 11,3      | 5         | 8,4       | 6         | 10,1      | 4         | 9,6       | 5         | 10,7      | 4         | 5×5+ | 35  | 69,6 |
| 6       | Frances Claudet Chauncey Bangs            | Canada      | 10,0      | 6         | 10,7      | 4         | 10,3      | 6         | 10,1      | 2         | 8,5       | 6         | 9,1       | 6         | 10,2      | 6         | 7×6+ | 36  | 68,9 |
| 7       | Gertrude Meredith Joseph Savage           | Stati Uniti | 9,1       | 7         | 8,6       | 7         | 9,2       | 7         | 8,0       | 7         | 7,3       | 7         | 8,0       | 7         | 9,6       | 7         | 7×7+ | 49  | 59,8 |